# Harlem Children's Zone

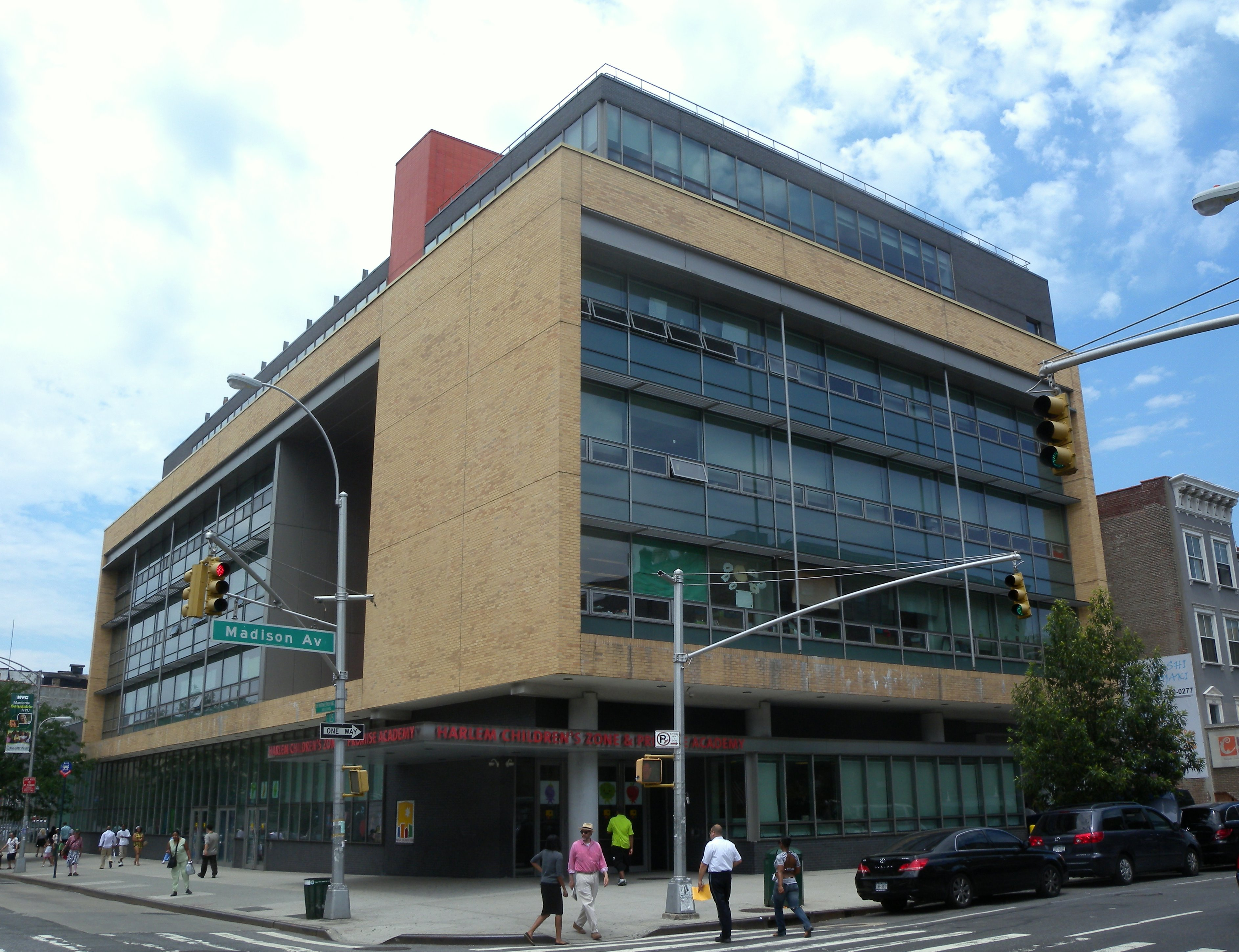
Harlem Children's Zone and Promise Academy

Harlem Children's Zone (англ. Дитячий Простір Гарлему) - неприбуткова організація
для дітей і сімей вражених бідністю, які проживають у Гарлемі. Ця організація забезпечує вільну підтримку дітей та їх родин у формі семінарів по вихованню, програм дошкільної підготовки, трьох публічних статутних шкіл і орієнтованих на дітей медичних програм для тисяч дітей і їх родин. Harlem Children's Zone "має за мету не менше, ніж розірвати коло бідності для тисяч дітей і їх родин".
Адміністрація Обами оголосила про програму Promise Neighborhoods, яка сподівається повторити успіх HCZ у бідних районах інших міст США. Влітку 2010 року програма Promise Neighborhoods Міністерства освіти США прийняла заявки від понад 300 громад на отримання федеральних грантів у розмірі 10 мільйонів доларів на розробку планів впровадження HCZ.